# Eminence (Misuri)
Eminence es una ciudad ubicada en el condado de Shannon, en el estado de Misuri (Estados Unidos).

## Geografía
Eminence se encuentra ubicada en las coordenadas 37°9′3″N 91°21′31″O / 37.15083, -91.35861. Según la Oficina del Censo de los Estados Unidos, tiene una superficie de 4,88 km², toda ella correspondiente a tierra firme.

## Demografía
Según el censo de 2010, Eminence estaba habitada por 600 personas y su densidad de población era de 122,96 hab/km². Según su raza, el 95,17% de los habitantes eran blancos, el 1,83% amerindios o nativos de Alaska, el 0,17% asiáticos, y el 2,83% pertenecían a dos o más razas. Además, del total de la población, el 0,83% eran hispanos o latinos de cualquier raza.